# Castell del Temple
El Temple, dit també Castell del Temple i, antigament, Almudaina de Gomera o Almudaina Gumara, és una antiga fortificació islàmica de la ciutat de Mallorca que després de la Conquesta Catalana passà a l'Orde del Temple, de la qual rebé el nom. Fou bastida el segle xii, després de la croada pisano-catalana de 1114, i s'anà desmantellant a partir del segle xix, quan l'Estat la va vendre a particulars. Del recinte històric actualment solament es conserven restes de la capella tardoromànica, restes del mur entre els edificis moderns i, principalment, la porta d'ingrés a la ciutat, amb les dues torres que la flanquegen, i que són conegudes amb el nom de Torres del Temple. Aquestes dues torres foren declarades Bé d'Interès Cultural el 2004, i també ho és la capella que alberga l'antic recinte.

## Descripció

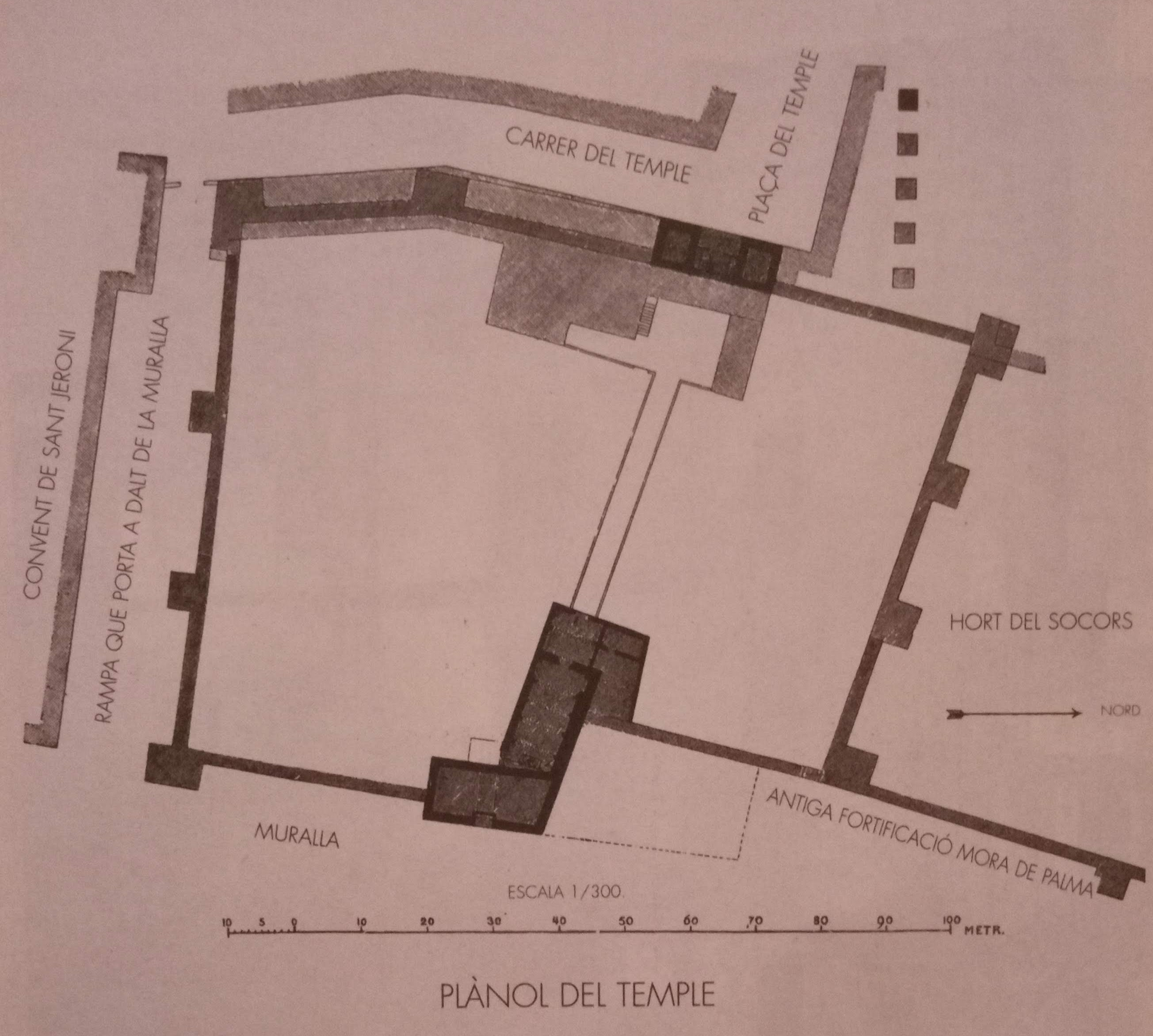
Pla del Temple inclòs dins el Die Balearen

El nucli originari de la fortificació el constituïa un recinte murat, adjacent a la murada de la ciutat, amb tretze torres de defensa que el flanquejaven i dues portes, una que comunicava el recinte amb la ciutat i una que comunicava el recinte amb l'exterior, de manera que constituïa un dels vuit accessos a la ciutat islàmica. Tot el recinte, de forma quadrangular i d'uns 95 m als costats llargs, es configurava com un gran pati interior reclòs dins els murs. Després de la Conquesta, els templers hi construïren una capella d'estil tardoromànic i la casa del comanador.
El segle xviii, quan esdevengué un quarter, patí una reforma, projectada el 1728 per l'enginyer militar Gil de Gaínza, que hi afegí un aljub, una cuina, un bany i rentadors, a més de l'edifici del quarter, el qual, de tota manera, no s'arribà a construir mai. El 1820, l'Estat ho va vendre i a partir d'aquí començà la urbanització dels horts del recinte.
El 1882, quan el mur oriental del recinte ja havia estat destruït i urbanitzat i les torres de la porta convertides en habitatge (però encara es mantenien bona part dels horts i jardins), l'Arxiduc Lluís Salvador publicà el volum del Die Balearen referit a la ciutat. Aquesta és la descripció que fa de la ciutat:
L'entrada principal [del Temple] dona a la placeta del mateix nom i, malgrat que emblanquinat i modernitzat, l'edifici, actualment modest, amb les dues torres al costat de l'entrada, recordaria encara el caràcter del seu antic origen cavalleresc, tot i que no en fes memòria un antic escut d'armes dels templers. Un arc redó condueix a un jardí que queda envoltat per la clastra de l'edifici antic. Davant l'entrada, al final del jardí, hi ha l'antic oratori del Temple, notablement petit […] Dins el jardí, entrant a la dreta, hi ha set magnífiques palmeres, sens dubte el grup més formós de la ciutat, les quals sovint també estan carregades d'esplèndids raïms de dàtils. L'antiga fortificació del voltant té cap a defora una paret, que en part amenaça ruïna, reforçada per quatre torres quadrades addicionals, i un portal antic, un edifici quadrangular en forma de torre, ara enfonsat fins a la meitat en els enderrocs de la murada, amb la qual col·lideix.
El 1885 s'edificà una nova església damunt l'antiga capella, i al llarg del final d'aquest segle i de la primera meitat del segle xx s'anà edificant tota la resta del perímetre de la illeta, per bé que a l'interior encara roman un gran jardí particular. Actualment de l'antiga fortificació només es conserva el portal d'accés interior flanquejat per dues torres (les anomenades Torres del Temple, pel fet que són les dues úniques que es conserven), restes de la capella original (una mostra única del romànic a l'illa), part del mur del portal exterior (davall l'absis de la nova capella) i una torre a la part nord, absorbida per edificacions del segle xix.

## Història

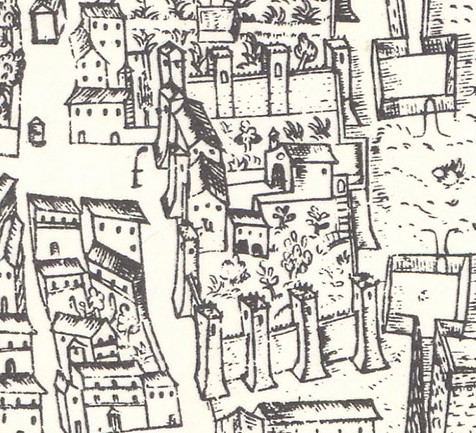
El Castell del Temple al pla del canonge Antoni Guerau (1644)

Durant l'emirat de Mubàixxir Nàssir-ad-Dawla, a començament del segle xii, Madina Mayurqa bastí un segon recinte murat, molt més gran que l'anterior, que comptava amb set o vuit portes. La que, sortint dels carrers del Sol i de Sant Francesc, portava al migjorn de l'illa, rebé el nom de Bâb Gumara, pel fet que tot el sud insular era dominat per la tribu berber dels Gumara i la porta duia als seus dominis. Estava alineada, per tant, amb l'actual carrer de Ramon Llull. Aquesta porta és documentada al Liber Maiolichinus, i fou destruïda durant la ràtzia dels pisans i catalans. Quan reconstruïren i restauraren la murada, els mallorquins protegiren aquella part de la ciutat amb la construcció del castell o almudaina de Gumara, que no seria més que un espai fortificat.
Després de la Conquesta Catalana el 1229 serví de dipòsit pel botí, i després del Repartiment de l'illa entre els conqueridors la fortificació tocà a l'Orde del Temple. En el Llibre del Repartiment de Mallorca apareix anomenada Almudaina de Gomera, però ràpidament prengué el nom del nou orde que s'hi havia establert. El 1311 l'orde es dissolgué, i després d'una disputa amb la casa reial passà a l'Orde de l'Hospital. El 1345 serví de presó, i el segle xvi fou emprat pel Tribunal de la Inquisició. L'enginyer militar Martín Gil de Gaínza y Etxagüe hi projectà un quarter militar, però la reforma no es completà. Amb el temps havia passat a ser propietat de l'Estat, que la vengué el 1820 i anà passant d'un propietari a l'altre fins que el 1853 començà la parcel·lació i urbanització de l'antiga fortificació. Construïda i destruïda tota la part del mur de ponent, el 1886 el metge Tomàs Darder i Ensenyat comprà l'antic recinte i féu construir i destruir tota la cara sud. El 1882 n'adquirí una part Leocàdia de Togores, que hi instal·là un asil per òrfenes i més tard fundà la Congregació de les Filles de la Sagrada Família per assistir aquest asil, la qual fou l'encarregada de la reforma i ampliació de la capella (1885).

### Restauració
El 2004, l'immoble de les torres del temple fou venuda al promotor Fernando Palazuelo un particular, el qual sol·licità permís d'obra per reformar l'habitatge. Davant la manca de protecció de l'edifici, el Consell de Mallorca va aprovar la declaració de Bé d'Interès Cultural per l'immoble, per bé que l'oposició demanava que la protecció fos per tot l'antic recinte. El 2007, l'Ajuntament va adquirir l'immoble per mitjà d'una permuta i començà el procés de redacció del projecte de rehabilitació. El 2011, l'arquitecte Elies Torres i Tur i el seu equip elaboraren un projecte que comportava la restitució de les torres en el seu estat originari, destruint el cos central (de construcció moderna) i potenciant les torres, però la comissió de patrimoni del Consell va rebutjar la proposta perquè es considerava massa invasiva. El projecte va romandre abandonat amb el canvi d'equip de govern a l'Ajuntament, però el 2018 es reprengué amb la intenció de finançar el projecte amb els diners de la nova ecotaxa. Elies Torres tornà a fer una proposta, que tornà a ser rebutjada per la comissió de patrimoni del Consell (que tenia la darrera paraula atesa la condició de BIC), la qual exigia de mantenir el cos central per tal que l'edifici fos tan semblant com fos possible al gravat que es conserva de l'Arxiduc al Die Balearen, entenent que les successives reformes que patí l'edifici havien de ser preservades. El 2019 s'aprovà la redacció d'un nou projecte, que adaptava la proposta inicial d'Elies Torres, amb la intenció que les obres començassin el 2020. Tot i la decisió del Consell, hi hagué associacions per la defensa del patrimoni com ARCA que mostraren clara preferència pel projecte inicial i contra la nova proposta menys invasiva. El projecte, finançat amb l'ecotaxa, comptava amb dos milions d'euros, mig dels quals destinat a la museïtzació com a centre d'interpretació de la ciutat medieval musulmana, cristiana i jueva. Estava previst que les obres començassin el 2021, però fins al 2022 no s'aprovà la licitació de les obres.

## Comanadors del Temple de Mallorca
- Bertran d'Arlet (oct. 1230)
- Ramon de Serra (juny 1231-nov. 1232)
- Arnau de Cursavell (1234)
- Ramon de Pelalaval (maig 1236)
- Dalmau de Fenollar (jul. 1240- juny 1242)
- Ramon de Montblanc (abril 1244)
- Bernat de Montlaur (abril 1251)
- Pere d'Àger (1252)
- Pere d'Agramunt (1253)
- Pere Sànxes (1254)
- Pere d'Àger 1255)
- Arnold (1257)
- Garcia Sànxes (1258)
- Pere de Montpalau (1260)
- Pere Des Bach (1262-1263)
- Guillem de Castellví (maig 1263)
- Ramon de Bastida (1270-maig 1272)
- Bernat de Rocamora (1274)
- Bernat de Montoliu (dec. 1279)
- Arnold de Torroella (1284)
- Ramon Oliver (jan. 1290)
- Ramon de Bell-lloch (1290)
- Guillem d'Abellars (1294)
- Ramon de Miravalls (1298)
- Bernat de Fonts (1299)
- Pere de Sant Just (0ct. 1300-juny1301)
- Llop Abrí (1301)
- Ramon de Fonts (1304)
- Arnold de Castellví (1307)

## Imatges
- Reconstrucció de les torres d'entrada a l'Almudaina de Gomera el segle xii
- Gravat de l'Arxiduc de les Torres del Temple el 1882
- Les Torres del Temple el 2021, abans de la restauració

- Gravat de l'Arxiduc del portal exterior, sense la nova capella i amb el terraplè
- Dibuix de Rafael de Ysasi amb la nova capella i sense el terraplè
- Actualment, el portal està obstruït per una casa